# Elckerlijc
Elckerlijc, conosciuto anche come Elckerlyc (in italiano "Ognuno"), è un morality play o moralità scritto forse intorno al 1470 in olandese e stampato la prima volta nel 1495. Ebbe un grande successo e fu tradotta in varie lingue. Nella traduzione latina di Elckerlijc del 1536 intitolata Homulus, l'opera viene attribuita a un Petrus Diesthemus (o Peter van Diest), uno scrittore la cui identità rimane controversa. Viene anche detto che Elckerlijc era arrivata prima a un concorso teatrale, forse il Rederijker di Anversa nel 1485. Trattandosi di un morality play, l'enfasi è posta sul messaggio didattico. Si tratta di un'allegoria in cui il protagonista è un "everyman", un uomo comune, anche se connotato socialmente come un ricco membro della borghesia, chiamato da Dio nell'aldilà a rendere conto delle sue buone e cattive azioni. L'opera è scritta in uno stile Rederijker abbastanza elevato.
I critici hanno dibattuto  a lungo se il dramma inglese Everyman derivasse da Elckerlijc o viceversa. La prova più convincente che Elckerlijk fosse l'originale venne fornita dall'inglese E.R. Tigg in un saggio del 1939. Tigg dimostrò come molte parole rimanti in olandese, ma non in inglese, erano presenti nel testo inglese, seguite da aggiunte o zeppe rimanti. Era inverosimile che un ipotetico traduttore olandese decidesse di tagliare tutte queste zeppe e avesse ogni volta la fortuna di ritrovarsi con due parole che in inglese non rimavano ma tradotte in olandese lo facessero. Mentre appare invece verosimile il contrario, cioè che un traduttore inglese sia stato costretto ad aggiungere delle zeppe dopo laver tradotto i versi che rimavano in olandese ma non in inglese.

## Traduzioni e adattamenti
- Everyman, in inglese (XVI secolo).
- Homulus, traduzione in latino (1536) di Christianus Ischyanus.
- Hecastus, adattamento in latino (1536) di Macropedius.
- Jedermann adattamento di Hugo von Hofmannsthal (1911).